# Georg Ludwig von Trapp
Georg Ludwig, Ritter von Trapp (4 de abril de 1880 — 30 de maio de 1947), conhecido como o Barão von Trapp, foi um oficial (Korvettenkapitän) da Marinha austro-húngara. Suas façanhas no mar durante a Primeira Guerra Mundial renderam-lhe numerosas condecorações, incluindo a prestigiosa Ordem de Maria Teresa. A história de sua família serviu de inspiração para o musical da Broadway The Sound of Music.